# Plouédern
Plouédern (tiếng Breton: Plouedern) là một xã của tỉnh Finistère, thuộc vùng Bretagne, miền tây bắc Pháp.

## Dân số
Người dân ở Plouédern được gọi là Plouédernéens.